# آرتور چندلر (بازیکن فوتبال)
آرتور چندلر (انگلیسی: Arthur Chandler; ۲۷ نوامبر ۱۸۹۵ – ۱۸ ژوئن ۱۹۸۴) بازیکن فوتبال اهل بریتانیا بود.
از باشگاه‌هایی که در آن بازی کرده‌است می‌توان به باشگاه فوتبال کویینز پارک رنجرز، باشگاه فوتبال نوتس کانتی، و باشگاه فوتبال لستر سیتی اشاره کرد.